# Simplégades
En la mitología griega, las Simplégades (Συμπληγάδες), también conocidas como Rocas Cianeas (o azules) o Rocas coincidentes, eran un par de escollos que flotaban y entrechocaban aleatoriamente. Los argonautas fueron los primeros que consiguieron superar con éxito este obstáculo, aunque habrían muerto aplastados por las rocas si no hubiera sido por el consejo de Fineo: Eufemo dejó una paloma volar entre las rocas, que perdió solamente las plumas de su cola. Los argonautas entonces remaron poderosamente para conseguir pasar, perdiendo solamente parte del ornamento del barco. Después de eso, las Simplégades dejaron de moverse y permanecieron inmóviles. A menudo suelen situarse geográficamente estas rocas en el estrecho del Bósforo.
Los romanos las llamaron Cyaneae Insulae.

## Las rocas vagabundas

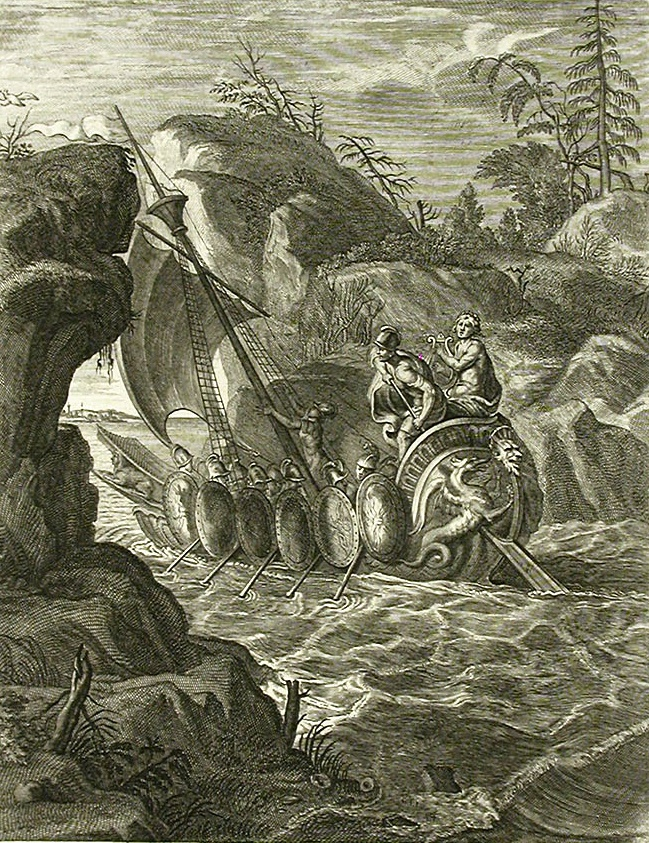
Grabado de 1733, obra de Bernard Picart: los Argonautas pasan las Simplégades.

En la Odisea, la hechicera Circe advierte a Odiseo acerca de “las rocas que vagan”, que han sido pasadas solamente con éxito por el Argo. Estas rocas destrozaban las naves y las maderas restantes eran dispersadas por el mar o destruidas por las llamas. Las rocas eran una de las dos rutas potenciales que se podían tomar para llegar a Ítaca; la ruta alternativa, que fue la tomada por Odiseo, pasaba entre Escila y Caribdis.
Las rocas también aparecen en el viaje de regreso de los argonautas en la versión narrada por Apolonio de Rodas, que también las localiza cerca de Escila y Caribdis. Normalmente se citan las rocas erráticas al pasar por las islas Eolias.
Los argonautas consiguieron navegar con seguridad a través de las rocas con la ayuda de Tetis y las Nereidas. Las semejanzas y las diferencias entre las rocas que vagaban y las Simplégades han sido discutidas mucho por los eruditos, así como localizaciones potenciales para ellas.
Como Escila y Caribdis han sido situados a menudo en el estrecho de Mesina, algunos autores (como E. V. Rieu) han sugerido que las rocas que vagaban estaban situadas alrededor de Sicilia, con sus llamas y humo viniendo del Etna. 
Una teoría alternativa de la geografía de la Odisea localiza los personajes de Circe, las sirenas, Escila y Caribdis y las rocas que vagan, todas mencionadas en las historias de Jasón y de Odiseo, al noroeste de Grecia. Tim Severin observó que la isla de Seolsa, cerca de Léucade, es muy similar a las rocas de la historia del Argo, y también que el área está cerca de una falla. Severin también propone una localización alternativa para Escila y Caribdis, que estarían situados en el otro lado de Leucas, observando que el nombre Cabo Skilla todavía se utiliza para un promontorio próximo en el continente.